# Quintus Serenus
Quintus Serenus (auch Quintus Serenius oder Quinctius Serenus Sammonicus genannt, doch sind diese Namensformen nicht authentisch) war ein römischer Medizinschriftsteller. Die Datierungen seiner Lebenszeit schwanken zwischen dem 2. und dem 4. Jahrhundert. Er ist nicht, wie man früher glaubte, mit dem Gelehrten Serenus Sammonicus gleichzusetzen.

Serenus verfasste das medizinische Lehrgedicht De medicina praecepta, das möglicherweise in der erhaltenen Form unvollständig ist. Das aus 1115 Hexametern bestehende Werk behandelt eine Reihe populärer Heilmittel, die Plinius und Pedanios Dioscurides entliehen sind, sowie verschiedene magische Formeln, unter anderem das bekannte Abrakadabra, als Kur für Fieber und Malaria. Es endet mit dem berühmten Gegengift des Mithridates von Pontos.
Im Mittelalter wurde es häufig benutzt und ist relevant für die Geschichte der antiken Medizin. Syntax und Metrum sind bemerkenswert korrekt.
Die erste gedruckte Ausgabe von De medicina praecepta besorgte Johannes Sulpitius Verulanus vor 1484.

## Textausgaben
- Friedrich Vollmer (Hrsg.): Quinti Sereni Liber medicinalis. Leipzig/Berlin 1916 (= Corpus Medicorum Latinorum. Band II, 3) (Internet Archive). Nachträge dazu: Vollmer: Nachträge zur Ausgabe des Q. Sereni Liber medicinalis. In: Philologus 75, S. 128–133.
- R. Pépin: Q. Serenus, Liber medicinalis. Paris 1950.
- Cesare Ruffato: La medicina in Roma antica. Il Liber medicinalis di Quinto Sereno Sammonico. Turin 1996.
- Kai Brodersen (Hrsg.): Quintus Serenus, Medizinischer Rat (Liber medicinalis), lateinisch/deutsch, Sammlung Tusculum, Berlin / Boston 2016. 192 S. ISBN 978-3-11-052712-4